# 柳澤純子
柳澤 純子（やなぎさわ じゅんこ、本名同じ、1964年6月8日- ）は、日本の演歌歌手。群馬県伊勢崎市出身。3人姉弟の長女（妹1人、弟1人）。アップフロントクリエイト所属。血液型はＡ型。

## 略歴
成女高等学校卒業。1981年、日本初の「カラオケ天狗神社」の奉納祭で歌っていた所をディック・ミネに認められ、これをきっかけに芸能界入りをする。後に石坂まさをに師事した。「昭和元禄カラオケ娘」のキャッチコピーで、「柳沢 純子」の名（読みは現在と同じ）で1983年、日本コロムビアより「あなたに片想い」でデビュー。アイドル歌手全盛期の中演歌アイドル（演ドル）とも呼ばれ、テレビやラジオにも出演して活躍する。
以降地道に活躍するも、父親の死去や歌手活動休業など紆余曲折を経る。1999年、「柳澤 順子」（読み名同じ）に改名して中澤裕子の「純情行進曲」のカバーで歌手活動を再開し、後に「柳澤 純子」と改名した。
兄弟は弟と妹が居る。

## ディスコグラフィ

### シングル
| #  | 発売日          | 曲順 | タイトル                    | 作詞         | 作曲         | 編曲     | 名義     | レーベル          | 規格品番   |
| -- | --------------- | ---- | --------------------------- | ------------ | ------------ | -------- | -------- | ----------------- | ---------- |
| 1  | 1983年 4月1日   | A面  | あなたに片想い              | 石坂まさを   | 石坂まさを   | 京建輔   | 柳沢純子 | 日本 コロムビア   | AH-321     |
| 1  | 1983年 4月1日   | B面  | 我が町に愛を                | 石坂まさを   | 石坂まさを   | 原田良一 | 柳沢純子 | 日本 コロムビア   | AH-321     |
| 2  | 1984年 1月21日  | A面  | ふたりの港町                | 石坂まさを   | 猪俣公章     | 丸山雅仁 | 柳沢純子 | 日本 コロムビア   | AH-412     |
| 2  | 1984年 1月21日  | B面  | あなたの女と呼ばれたい      | 石坂まさを   | 猪俣公章     | 丸山雅仁 | 柳沢純子 | 日本 コロムビア   | AH-412     |
| 3  | 1984年 4月21日  | A面  | 八幡様音頭                  | 宮崎貴       | 石坂まさを   | 伊藤雪彦 | 柳沢純子 | 日本 コロムビア   | AH-449     |
| 3  | 1984年 4月21日  | B面  | コアラのサンバ              | 白川新一     | 石坂まさを   | 原田良一 | 柳沢純子 | 日本 コロムビア   | AH-449     |
| 4  | 1984年 5月21日  | A面  | ひろしまふるさと音頭        | 石本美由起   | 和田香苗     | 伊藤雪彦 | 柳沢純子 | 日本 コロムビア   | AH-463     |
| 4  | 1984年 5月21日  | B面  | (インストゥルメンタル)      | -            | 和田香苗     | 伊藤雪彦 | 柳沢純子 | 日本 コロムビア   | AH-463     |
| 5  | 1984年 8月21日  | A面  | さいはてごころ              | 石坂まさを   | 伊藤雪彦     | 伊藤雪彦 | 柳沢純子 | 日本 コロムビア   | AH-492     |
| 5  | 1984年 8月21日  | B面  | あなたのために              | 石坂まさを   | 伊藤雪彦     | 伊藤雪彦 | 柳沢純子 | 日本 コロムビア   | AH-492     |
| 6  | 1985年 4月1日   | A面  | お七恋ものがたり            | なかにし礼   | 浜圭介       | 竜崎孝路 | 柳沢純子 | 日本 コロムビア   | AH-570     |
| 6  | 1985年 4月1日   | B面  | みちゆき橋                  | 初信之介     | 浜圭介       | 竜崎孝路 | 柳沢純子 | 日本 コロムビア   | AH-570     |
| 7  | 1985年 9月21日  | A面  | 夫婦善哉し・ま・しょ        | 村上悠子     | 岸本健介     | 池多孝春 | 柳沢純子 | 日本 コロムビア   | AH-644     |
| 7  | 1985年 9月21日  | B面  | 雨の降る日に来て欲しい      | 里村龍一     | 岸本健介     | 池多孝春 | 柳沢純子 | 日本 コロムビア   | AH-644     |
| 8  | 1986年 5月21日  | A面  | 酔いごころ                  | 吉岡治       | 岡千秋       | 斉藤恒夫 | 柳沢純子 | 日本 コロムビア   | AH-717     |
| 8  | 1986年 5月21日  | B面  | 東京みれん                  | 吉岡治       | 岡千秋       | 斉藤恒夫 | 柳沢純子 | 日本 コロムビア   | AH-717     |
| 9  | 1987年 4月21日  | A面  | 命もろともあなたにあげる    | 山田孝雄     | 岸本健介     | 斉藤恒夫 | 柳沢純子 | 日本 コロムビア   | AH-819     |
| 9  | 1987年 4月21日  | B面  | 長崎恋ものがたり            | 山田孝雄     | 岸本健介     | 斉藤恒夫 | 柳沢純子 | 日本 コロムビア   | AH-819     |
| 10 | 1988年 8月21日  | A面  | 飛べないカモメ              | たきのえいじ | たきのえいじ | 若草恵   | 柳沢純子 | 日本 コロムビア   | AH-969     |
| 10 | 1988年 8月21日  | B面  | 夕焼けをさがして            | たきのえいじ | たきのえいじ | 若草恵   | 柳沢純子 | 日本 コロムビア   | AH-969     |
| 11 | 1989年 9月1日   | 01   | 女は待ってるものなのよ      | 中山大三郎   | 曽根幸明     | 池多孝春 | 柳沢純子 | 日本 コロムビア   | CA-8314    |
| 11 | 1989年 9月1日   | 02   | ふつうの女                  | 中山大三郎   | 曽根幸明     | 池多孝春 | 柳沢純子 | 日本 コロムビア   | CA-8314    |
| 12 | 1989年 11月21日 | 01   | 宮崎に住みたくて            | 中山大三郎   | 中山大三郎   | 竜崎孝路 | 柳沢純子 | 日本 コロムビア   | CMS-253    |
| 12 | 1989年 11月21日 | 02   | 大淀川                      | 中山大三郎   | 中山大三郎   | 竜崎孝路 | 柳沢純子 | 日本 コロムビア   | CMS-253    |
| 13 | 1991年 9月1日   | 01   | 冬のみちくさ                | 高田ひろお   | 市川昭介     | 佐伯亮   | 柳沢純子 | 日本 コロムビア   | CODA-8768  |
| 13 | 1991年 9月1日   | 02   | 揺れて恋心                  | 岩波流平     | 市川昭介     | 池多孝春 | 柳沢純子 | 日本 コロムビア   | CODA-8768  |
| 14 | 1993年 2月21日  | 01   | 夫婦旅がらす                | 杉紀彦       | 弦哲也       | 南郷達也 | 柳沢純子 | 日本 コロムビア   | CODA-150   |
| 14 | 1993年 2月21日  | 02   | 冬のみちくさ                | 高田ひろお   | 市川昭介     | 佐伯亮   | 柳沢純子 | 日本 コロムビア   | CODA-150   |
| 15 | 1997年 12月17日 | 01   | 他人酒場                    | 横山賢一     | 聖川湧       | 南郷達也 | 柳沢純子 | 日本 クラウン     | CRDN-523   |
| 15 | 1997年 12月17日 | 02   | 花のまち・となみ            | 内与詩守     | 聖川湧       | 南郷達也 | 柳沢純子 | 日本 クラウン     | CRDN-523   |
| 16 | 1999年 7月1日   | 01   | 純情行進曲                  | 荒木とよひさ | 堀内孝雄     | 船山基紀 | 柳澤順子 | zetima            | EPDE-1043  |
| 16 | 1999年 7月1日   | 02   | 平成ラプソディー            | 荒木とよひさ | 堀内孝雄     | 船山基紀 | 柳澤順子 | zetima            | EPDE-1043  |
| 17 | 2000年 3月8日   | 01   | お嫁小唄                    | たきのえいじ | 聖川湧       | 石倉重信 | 柳澤順子 | zetima            | EPDE-1070  |
| 17 | 2000年 3月8日   | 02   | 雪の朝                      | 多夢星人     | 堀内孝雄     | 石倉重信 | 柳澤順子 | zetima            | EPDE-1070  |
| 18 | 2000年 11月29日 | 01   | みんな夢の中                | 浜口庫之助   | 浜口庫之助   | 石倉重信 | 柳澤順子 | zetima            | EPDE-1085  |
| 18 | 2000年 11月29日 | 02   | 逢いたくて逢いたくて        | 岩谷時子     | 宮川泰       | 石倉重信 | 柳澤順子 | zetima            | EPDE-1085  |
| 19 | 2002年 4月24日  | 01   | 元気でいてね                | 杉紀彦       | 浜圭介       | 川口真   | 柳澤順子 | zetima            | EPDE-1098  |
| 19 | 2002年 4月24日  | 02   | くちびる                    | 杉紀彦       | 浜圭介       | 川口真   | 柳澤順子 | zetima            | EPDE-1098  |
| 20 | 2005年 5月12日  | 01   | 君に届くまで…               | 星和生       | 星和生       | 熊谷主毅 | 柳澤純子 | Rhythm Planet     | RPCR-1001  |
| 20 | 2005年 5月12日  | 02   | 明日へと                    | 斎藤さくら   | 星和生       | 星和生   | 柳澤純子 | Rhythm Planet     | RPCR-1001  |
| 21 | 2010年 4月1日   | 01   | 八ッ場エレジー              | 戸塚一二     | 浅野佑悠輝   | 義野裕明 | 柳澤純子 | エスプロ レコーズ | SPRO-003   |
| 21 | 2010年 4月1日   | 02   | 続・八ッ場エレジー 夢あかり | 戸塚一二     | 浅野佑悠輝   | 義野裕明 | 柳澤純子 | エスプロ レコーズ | SPRO-003   |
| 22 | 2012年 3月28日  | 01   | こころ美人                  | 上田紅葉     | JULY         | 安井歩   | 柳澤純子 | Rice Music        | PKCP-2078  |
| 22 | 2012年 3月28日  | 02   | 忘れてください              | 上田紅葉     | 伊藤薫       | 安井歩   | 柳澤純子 | Rice Music        | PKCP-2078  |
| 23 | 2022年 2月16日  | 01   | 無人駅                      | 鈴木紀代     | 岡千秋       | 矢田部正 | 栁澤純子 | 徳間 ジャパン     | TKCA-91408 |
| 23 | 2022年 2月16日  | 02   | 赤・青・黄色の歌            | 鈴木紀代     | 桧原さとし   | 矢田部正 | 栁澤純子 | 徳間 ジャパン     | TKCA-91408 |

#### デュエット・シングル
| 発売日          | デュエット | 曲順 | タイトル                                     | 作詞       | 作曲       | 編曲       | レーベル        | 規格品番   |
| --------------- | ---------- | ---- | -------------------------------------------- | ---------- | ---------- | ---------- | --------------- | ---------- |
| 2011年 11月23日 | 千葉一夫   | 01   | 東京・ソウル・ラブコール                     | 仁井谷俊也 | みちあゆむ | 伊戸のりお | キング レコード | KICM-30394 |
| 2011年 11月23日 | 千葉一夫   | 02   | 午前0時のラブ・ソング (デュエットバージョン) | 仁井谷俊也 | 徳久広司   | 南郷達也   | キング レコード | KICM-30394 |
| 2012年 12月5日  | 千葉一夫   | 01   | 横浜ラスト・ナイト                           | 仁井谷俊也 | みちあゆむ | 伊戸のりお | キング レコード | KICM-30474 |
| 2012年 12月5日  | 千葉一夫   | 02   | 焼けぼっくいに火がついた                     | 仁井谷俊也 | みちあゆむ | 伊戸のりお | キング レコード | KICM-30474 |
| 2014年 12月3日  | 千葉一夫   | 01   | 恋の十字路                                   | かず翼     | 大谷明裕   | 佐野博美   | キング レコード | KICM-30621 |
| 2014年 12月3日  | 千葉一夫   | 02   | ブルーレイン長崎                             | かず翼     | 大谷明裕   | 佐野博美   | キング レコード | KICM-30621 |

### タイアップ曲
| 年     | 楽曲                 | タイアップ                                                   |
| ------ | -------------------- | ------------------------------------------------------------ |
| 1984年 | ひろしまふるさと音頭 | 広島県大型観光キャンペーン「サンサンひろしま」イメージソング |
| 1989年 | 宮崎に住みたくて     | 宮崎県「'90 ひむかの祭典」イメージソング                     |
| 2005年 | 君に届くまで…        | テレビ東京系アニメ「陰陽大戦記」EDテーマ                     |

## 出演番組
- 「純子のカラオケ道場」（テレビ埼玉、千葉テレビ放送ほか） - デビュー時は八重歯がチャーミングで、いきなり冠番組を持つ順調な滑り出しだった。
- 「笑福亭鶴光のオールナイトニッポン」（ニッポン放送）- 松本明子、小森みちこと共に番組レギュラー（鶴光から「やけっぱちトリオ」→「トリオ・ザ・ゴミ」と呼ばれていた）として1983年から番組終了の1985年10月まで出演。
- 「新春レコード会社10社対抗オールスター大運動会」（1984年 - 1986年、TBSテレビ）※日本コロムビア所属代表の一人として出演出場。
- 「レッツGOアイドル」（テレビ東京）
- 「街かどテレビ11:00」（TBSテレビ）
- 「100万円クイズハンター」（テレビ朝日）- 1983年10月から1985年3月まで2代目アシスタント。
- 「歌謡パラダイス」（テレビ東京）
- 「日曜ビッグスペシャル」(テレビ東京)  -1982年
- 「アイドルをさがせ!」（テレビ東京）
- 「梶原茂のラジオで大繁盛」（文化放送） - アシスタント
- 「演歌百撰」（サンテレビ、奈良テレビ、岐阜放送ほか）
- 「杉紀彦のラジオ村」（ラジオ日本）

## CM・広告活動
- 富士重工業（現・SUBARU）「スバル・サンバートラック」（4代目モデル・1983年） - 当時CMソングとして持ち歌「あなたに片想い」が使用されていた。
- 富士重工業／農業協同組合（JA）「スバル・営農サンバートラック → スバル・JAサンバートラック」（5代目モデル・1990年 - 1993年） - ただし広告活動、およびカタログ掲載のみ。